# Стожки
Стожки — посёлок в Боковском районе Ростовской области.
Входит в состав Краснозоринского сельского поселения.

## География
В посёлке имеются две улицы: Вишневая и Урожайная.

## История
Указом ПВС РСФСР от 24 февраля 1988 года поселку третьего отделения совхоза Красная Заря присвоено наименование посёлок Стожки.

## Население
| 1989 | 2002 | 2010 |
| ---- | ---- | ---- |
| 162  | ↘65  | ↘26  |

## Достопримечательности
Территория Ростовской области была заселена ещё в эпоху неолита. Люди, живущие на древних стоянках и поселениях у рек, занимались в основном собирательством и рыболовством. Степь для скотоводов всех времён была бескрайним пастбищем для домашнего рогатого скота. От тех времен осталось множество курганов с захоронениями жителей этих мест. Курганы и курганные группы находятся на государственной охране.
Поблизости от территории хутора Стожки Боковского района расположено несколько достопримечательностей — памятников археологии. Они охраняются в соответствии с Федеральным законом от 25.06.2002 N 73-ФЗ «Об объектах культурного наследия (памятниках истории и культуры) народов Российской Федерации», Областным законом от 22.10.2004 N 178-ЗС «Об объектах культурного наследия (памятниках истории и культуры) в Ростовской области», Постановлением Главы администрации РО от 21.02.97 N 51 о принятии на государственную охрану памятников истории и культуры Ростовской области и мерах по их охране и др.
- Курган «Стожки III». Находится на расстоянии около 7,8 км к западу от хутора Стожки.
- Курганная группа «Стожки I» (3 кургана). Находится на расстоянии около 1,7 км к юго-западу от хутора Стожки.
- Курганная группа «Стожки II» (3 кургана). Находится на расстоянии около 8,0 км к юго-западу от хутора Стожки[5].